# Activateur (génétique)
En génétique, un activateur transcriptionnel, ou, plus simplement, activateur, est une protéine ou une autre molécule qui stimule la transcription d'un gène ou d'un opéron. La plupart des activateurs sont des protéines de liaison à l'ADN qui se lient à des amplificateurs ou à des promoteurs. Ils reconnaissent généralement une séquence spécifique sur l'ADN située à proximité d'un promoteur et interagissent avec l'ARN polymérase et les facteurs de transcription pour en faciliter la liaison à ce dernier.
Le site de liaison de l'activateur sur l'ADN est souvent appelé « site activateur », tandis que, sur l'activateur, le site se liant à l'ADN est appelé « domaine de liaison à l'ADN » et le domaine qui interagit avec l'ARN polymérase et les facteurs de transcription est appelé « domaine d'activation ». Enfin, sur ces derniers, la zone qui interagit avec l'activateur est désignée comme « cible d'activation ».
Les récepteurs aux hormones stéroïdes sont des activateurs de la transcription qui deviennent actifs lorsqu'ils fixent leur ligand spécifique.